# Ohrenscharbe
Die Ohrenscharbe (Nannopterum auritum, Syn.: Phalacrocorax auritus) ist eine Vogelart aus der Familie der Kormorane. Ohrenscharben sind die einzige Kormoranart, die in Nordamerika sowohl entlang der Küste als auch im Binnenland in größeren Zahlen zu finden ist und gleichzeitig die größte  und am weitesten verbreitete Kormoranart Nordamerikas. Es werden insgesamt vier Unterarten unterschieden.
Bei der Nahrungssuche tauchen Ohrenscharben von der Wasseroberfläche aus in tiefere Wasserschichten und verfolgen ihre Beutetiere unter Wasser. Während des Tauchgangs bewegen sie sich mit Hilfe ihrer kräftigen Schwimmfüße voran und setzen ihren Schwanz als Steuerruder ein. Sie sind äußerst gesellige Tiere, die sich während der Brutsaison zu Kolonien von hunderten bis zu mehr als Tausend Individuen zusammenfinden.
Fischer sehen die Ohrenscharbe traditionell als einen Konkurrenten an, weshalb die Gesamtpopulation besonders im 19. Jahrhundert durch Bejagung stark zurückging. In den 1960er und 1970er Jahren verminderten sich die Bestandszahlen infolge des Einsatzes von Pestiziden weiter. Nach Bestandserholungen wurden in den späten 1990er Jahren gesetzliche Maßnahmen eingeleitet, um die Zahl der Ohrenscharben mittels Abschuss oder durch das sogenannte „egg-oiling“ (Verhinderung einer erfolgreichen Brut durch eine Versiegelung der Eier mit Öl) zu regulieren. 
In Europa ist die Ohrenscharbe ein seltener Ausnahmegast, mit vereinzelten Nachweisen vor allem in Großbritannien sowie seltener auf den Azoren und den Kanaren.

## Merkmale

### Körperbau und Farbgebung

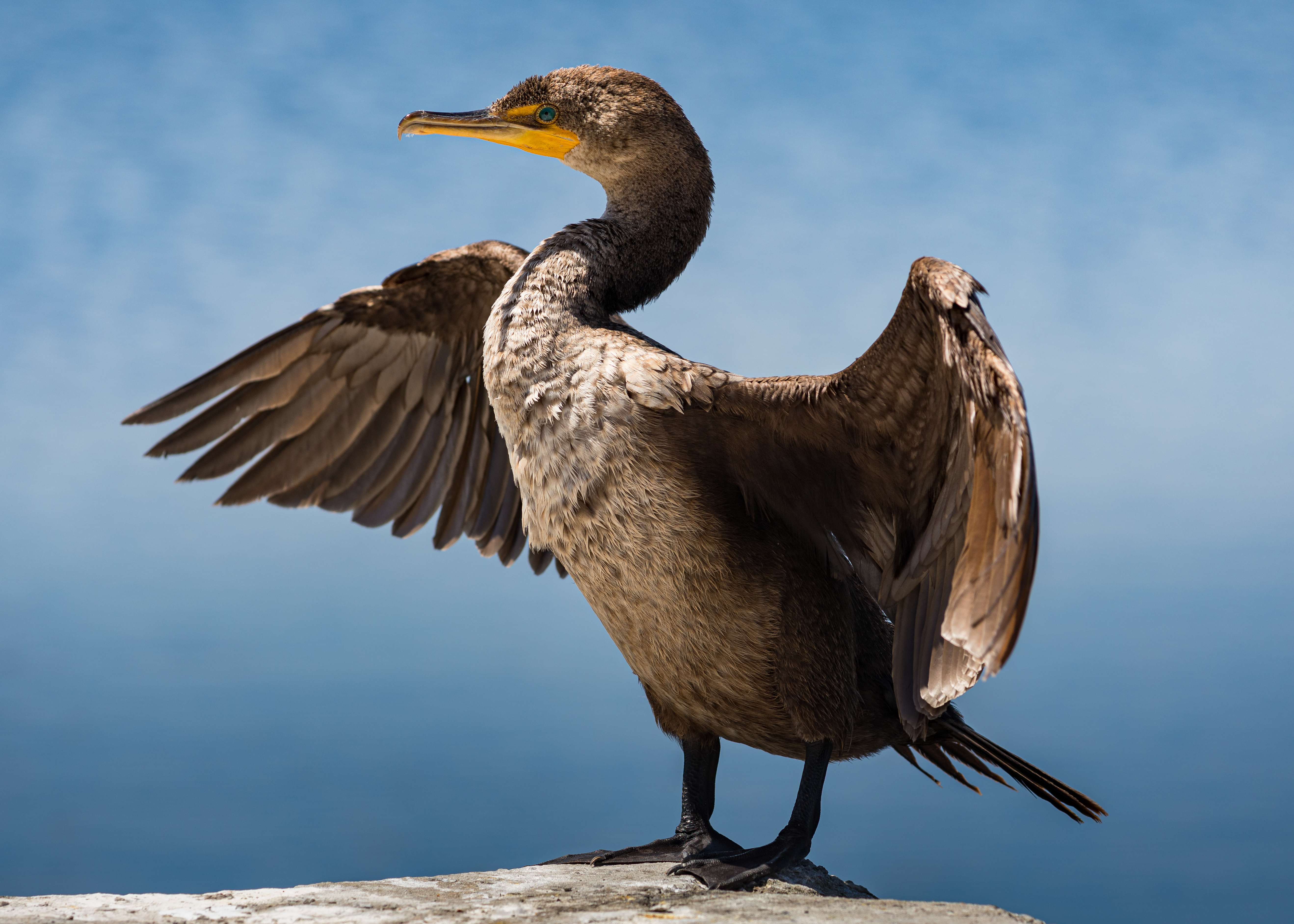
Juveniles Individuum der Unterart N. a. albociliatus beim Trocknen des Gefieders. Sutro Baths, San Francisco, Kalifornien.

Adulte Ohrenscharben erreichen eine Körperlänge von 76 bis 91 Zentimeter und haben dann ein Körpergewicht von etwa 1,5 bis 2 Kilogramm. Das Gefieder ist schwarz und schimmert leicht grünlich. Ohrenscharben haben den für Kormorane typischen torpedoförmigen Körper. Der Hals ist sehr biegsam; die großen Füße haben Schwimmhäute. Ähnlich wie der in Europa beheimatete Kormoran haben sie einen hakenförmigen und kräftigen Schnabel. Die Iris ist grünlich, die unbefiederte Haut am Kinn und an der Schnabelbasis ist orange und bei einigen Individuen auch orangegelb. Der Schnabel ist dunkel.

### Flugbild und Fortbewegung

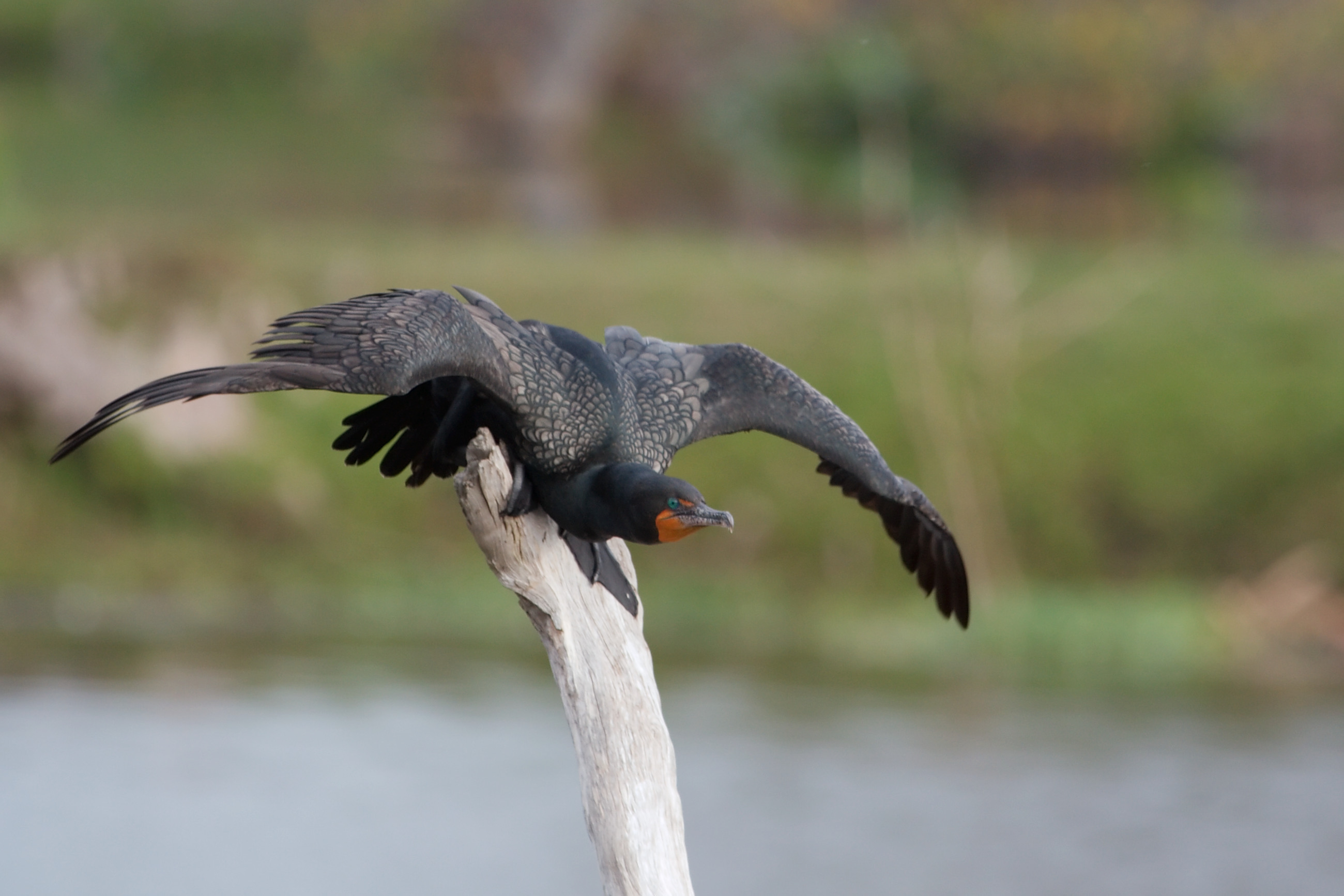
Ohrenscharbe beim Abheben von einem abgestorbenen Baum. Wakodahatchee Wetlands, Delray Beach, Florida.

Im Vergleich zu anderen Wasservögeln haben die Ohrenscharben recht kurze Flügel, was zu einer hohen Fluggeschwindigkeit bei gleichzeitig geringer Tragfähigkeit führt. Im Gegensatz zu anderen Arten aus der Familie der Kormorane sind die Ohrenscharben besser in der Lage, bei niedriger Fluggeschwindigkeit zu manövrieren, etwa bei der Landung auf Ästen oder Stromleitungen. Die Tiere gleiten nur sehr selten und bewegen sich mit regelmäßigen Flügelschlägen vorwärts. Über dem Wasser fliegen sie dicht über der Oberfläche, während sie über Land in größeren Höhen fliegen. 
An Land bewegen sich Ohrenscharben mit einem watschelnden und unbeholfen wirkenden Gang voran, der häufig von beidbeinigen Hüpfern unterbrochen wird. Bisweilen nutzen sie – insbesondere, wenn es sich um Jungtiere handelt – ihre hakenförmigen Schnäbel, um auf Felsen oder Äste zu klettern.

### Lautäußerungen
An Nist- oder Schlafplätzen lassen die Ohrenscharben tiefe, gutturale Grunzlaute ertönen; ansonsten sind sie eher stille Vögel. Ihr Alarmlaut ist ein wiederholtes „eh-hr“. Die Lautäußerungen während der Brutzeit werden von Nelson als ein tiefes, sich wiederholendes und mehrere Sekunden dauerndes lautes „ok-ok-ok“ beschrieben. Van Tets unterscheidet in einer 1959 erstellten Masterarbeit insgesamt sieben unterschiedliche Lautäußerungen in einer Brutkolonie.

## Verbreitungsgebiet und Lebensraum
Das Verbreitungsgebiet der Ohrenscharbe reicht von Alaska bis zum Golf von Kalifornien und im Osten Nordamerika von Neufundland bis Cape Cod.
Die Bestände dieses Vogels sind sehr groß. Für die Fischfarmen entlang des Mississippi River stellen diese Vögel ein Problem dar, da sie auch die dort gezogenen Fische bejagen.
Der Lebensraum sind kühle, subtropische Küsten in geschützten Flussmündungen oder Buchten sowie Mangrovensümpfe, Felsküsten und Küsteninseln. Im Landesinneren kommt die Art an Seen, Flüssen, Stauseen und Überschwemmungsflächen vor.

## Lebensweise

### Nahrungserwerb und Nahrung

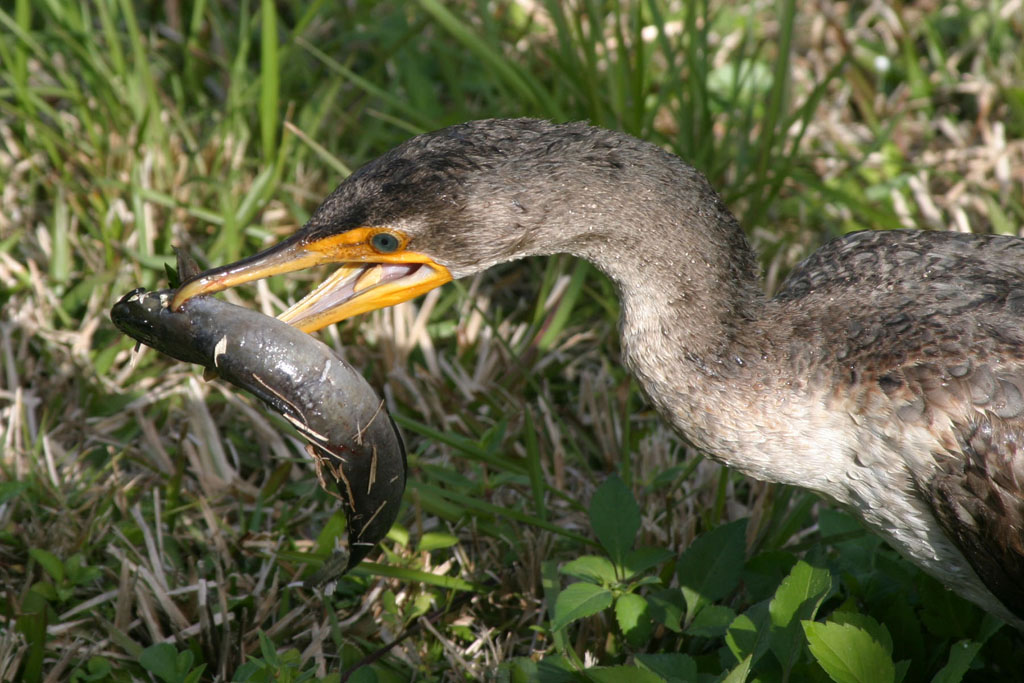
Juvenile Ohrenscharbe mit Beutefisch. Everglades National Park, Florida.

Ohrenscharben ernähren sich fast ausschließlich von Fischen, gelegentlich auch von Insekten, Schalentieren, Aalen, sowie Amphibien. Bei ihrer Nahrungsauswahl gehen die Ohrenscharben opportunistisch vor und jagen diejenigen Beutefische, die gerade am leichtesten verfügbar sind.
Die Futtersuche findet tagsüber statt und konzentriert sich auf flache Oberflächengewässer. Dabei tauchen Ohrenscharben von der Wasseroberfläche aus in tiefere Wasserschichten und verfolgen ihre Beutetiere unter Wasser. Während des Tauchgangs bewegen sie sich mit Hilfe ihrer kräftigen Schwimmfüße voran und setzen ihren Schwanz als Steuerruder ein. Kleinere Beute wird noch unter Wasser gefressen, größere oder schwierig zu handhabende Beute – wie etwa Aale oder Plattfische – dagegen an die Wasseroberfläche gebracht. Gelegentlich schütteln die Ohrenscharben solche Beutetiere und schlagen sie auf das Wasser, um sie zu überwältigen.
Bei der Jagd auf Fischschwärme schließen sich Ohrenscharben bisweilen zu Gruppen zusammen. Sie bewegen sich dann in einer Linie oder einer halbmondförmigen Formation auf die Beutetiere zu, wobei einzelne Vögel sich durch kurze Flüge immer wieder vor die gerade tauchenden Artgenossen bringen.

### Fortpflanzung

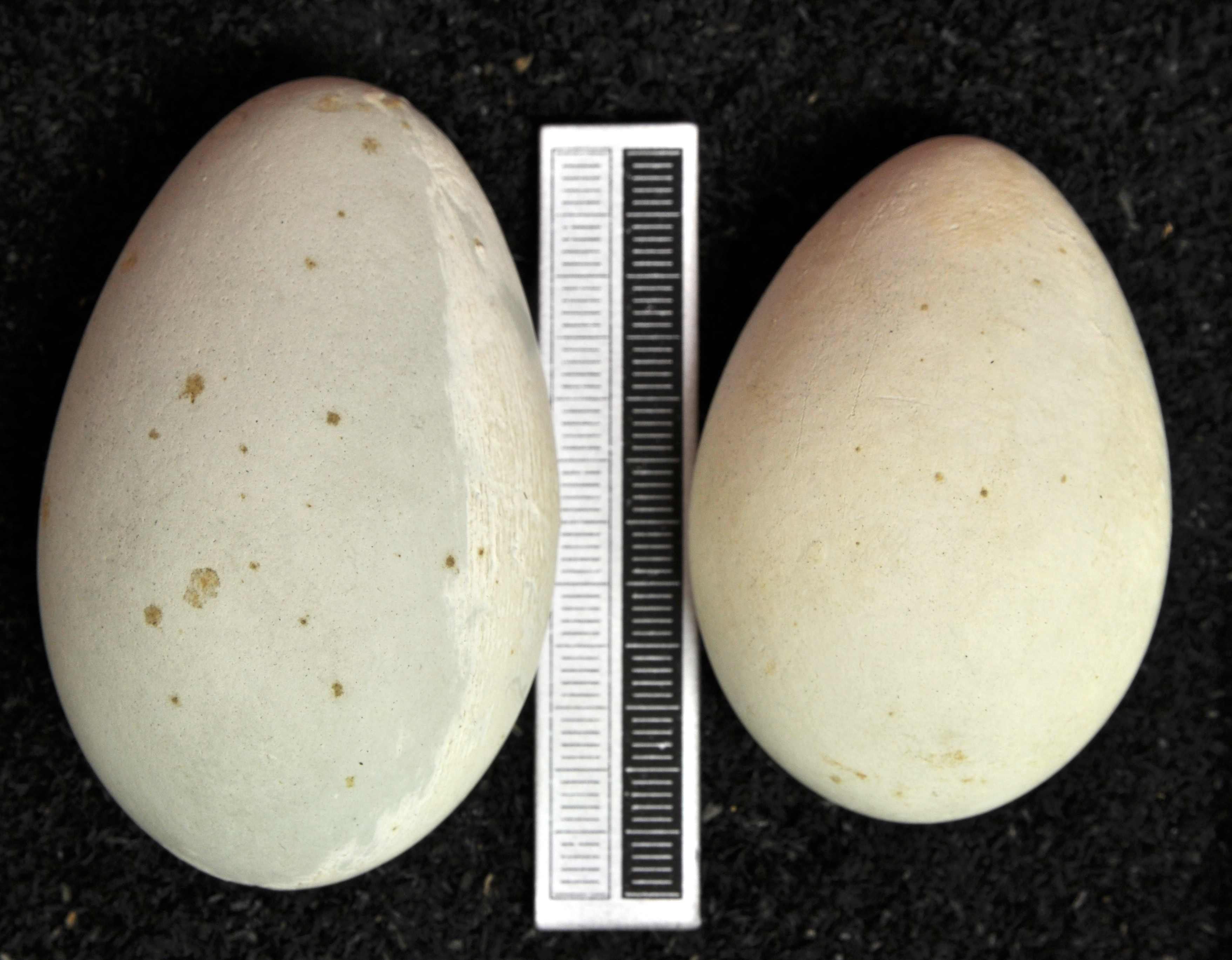
Gelege, Sammlung Museum Wiesbaden

Ohrenscharben leben ganzjährig gesellig und brüten in Kolonien. Die Vögel sind monogam und gehen langjährige Beziehungen ein. Sie zeigen vor allem eine große Nesttreue. In den Brutkolonien kommen zuerst die Männchen an, die das jeweilige Nest gegenüber Nistplatzkonkurrenten verteidigen. Durch die Nesttreue und die jährlichen Nestbau werden die Nester sehr groß und können eine Höhe von bis zu zwei Meter erreichen. Beide Elternvögel sind am jährlichen Bau beteiligt und verteidigen auch das Nest, da unter den Ohrenscharben der Diebstahl von Nistmaterial üblich ist.
Gelege können zwischen einem bis sieben Eier umfassen. Die gewöhnliche Gelegegröße ist jedoch vier Eier. Diese sind blassblau. Sie werden von beiden Elternvögeln für einen Zeitraum von 25 bis 30 Tagen bebrütet. Auch die Küken werden von beiden Elternvögeln gehudert und gefüttert. Die Jungvögel sind mit 20 bis 30 Tagen flügge und können nach weiteren 15 bis 20 Tagen auch fliegen. Sie sind mit zwei bis drei Jahren fortpflanzungsfähig.